# 밀명 마상객
"밀명 마상객"(密命 馬上客, The Horseman with Secret Missions)은 한국에서 제작된 신위균 감독의 1981년 액션, 드라마 영화이다. 양영문 등이 주연으로 출연하였고 곽정환 등이 제작에 참여하였다.

## 출연

### 주연
- 양영문
- 국정숙
- 양가인
- 하요심

## 기타
- 조명: 손한수
- 녹음: 김병수
- 미술: 도용우